# Midtbyen, Århus

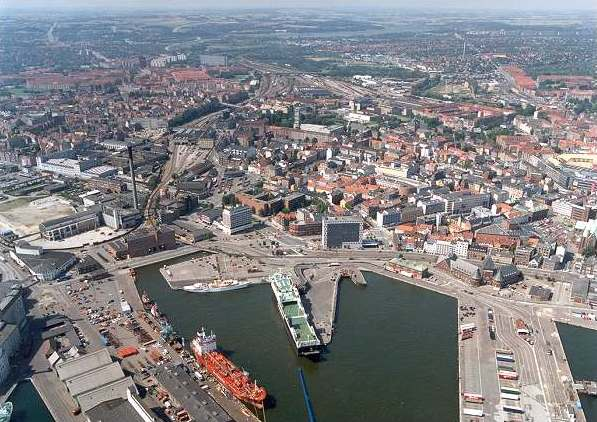
Aarhus C 1998

Midtbyen eller Aarhus C betraktas traditionellt som området innanför Ring 1 i den danska staden Århus och består av följande stadsdelar:
- Indre by
- Vesterbro
- Frederiksbjerg
- Langenæs
- ordhavnen
- Trøjborg

Största delen av området har postnummer 8000 Aarhus C, där det bor cirka 55 000 invånare. Tillsammans med Trøjborg, som är en del av postnumret 8200 Aarhus N, har området runt 65 000 invånare.[när?]